# Vignol
Pour d'autres communes françaises, voir Vignolles et Vignols.
Vignol (nivernais Veuniou) est une commune française située dans le département de la Nièvre, en région Bourgogne-Franche-Comté.

## Géographie
La commune s'étend sur les pentes de la vallée de l'Yonne, rivière dont elle est riveraine. Elle culmine au bois du Berceau (prononcer « de Beurchau »). Le bourg est à mi-pente, dominant la source de la Grande Fontaine. Le paysage, très vallonné, est dominé par le bocage - parsemé de bois - entre l'Yonne et le bourg et par l'openfield au-dessus, jusqu'au « sommet » couvert de forêt.
Le sous-sol est calcaire avec des intercalations marneuses (Jurassique inférieur). Les pierres extraites jadis sur place sont gélives.
La commune regroupe le bourg et des écarts : les fermes de Lallemande et de Chassy, le moulin de Raveton, et les hameaux de Gobillot, Prémaison, Poray et le Mazeau.

### communes limitrophes
Les communes limitrophes sont  Dirol, Flez-Cuzy, Metz-le-Comte, Monceaux-le-Comte, Nuars, Saizy et Teigny.
Les agglomérations plus importantes les plus proches sont Tannay (chef-lieu de canton, à 8 km), Vézelay et Corbigny (15 km) et Clamecy (20 km).
Vignol est desservi par le chemin de fer (ligne Paris-Bercy - Corbigny) et par le canal du Nivernais : gare de Flez-Cuzy-Tannay (à 5 km).

### Climat
Pour des articles plus généraux, voir Climat de la Bourgogne-Franche-Comté et Climat de la Nièvre.
En 2010, le climat de la commune est de type climat océanique dégradé des plaines du Centre et du Nord, selon une étude du Centre national de la recherche scientifique s'appuyant sur une série de données couvrant la période 1971-2000. En 2020, Météo-France publie une typologie des climats de la France métropolitaine dans laquelle la commune est exposée à un climat océanique altéré et est dans la région climatique  Centre et contreforts nord du Massif Central, caractérisée par un air sec en été et un bon ensoleillement. 
Pour la période 1971-2000, la température annuelle moyenne est de 10,7 °C, avec une amplitude thermique annuelle de 16 °C. Le cumul annuel moyen de précipitations est de 925 mm, avec 12,8 jours de précipitations en janvier et 8,2 jours en juillet. Pour la période 1991-2020, la température moyenne annuelle observée sur la station météorologique de Météo-France la plus proche, « Lormes_sapc », sur la commune de Lormes à 14 km à vol d'oiseau, est de 11,2 °C et le cumul annuel moyen de précipitations est de 1 071,3 mm. 
La température maximale relevée sur cette station est de 40,7 °C, atteinte le 25 juillet 2019 ; la température minimale est de −18,1 °C, atteinte le 12 janvier 1987,,. 
Les paramètres climatiques de la commune ont été estimés pour le milieu du siècle (2041-2070) selon différents scénarios d'émission de gaz à effet de serre à partir des nouvelles projections climatiques de référence DRIAS-2020. Ils sont consultables sur un site dédié publié par Météo-France en novembre 2022.

## Urbanisme

### Typologie
Au 1er janvier 2024, Vignol est catégorisée commune rurale à habitat très dispersé, selon la nouvelle grille communale de densité à sept niveaux définie par l'Insee en 2022.
Elle est située hors unité urbaine. Par ailleurs la commune fait partie de l'aire d'attraction de Clamecy, dont elle est une commune de la couronne,. Cette aire, qui regroupe 45 communes, est catégorisée dans les aires de moins de 50 000 habitants,.

### Occupation des sols
L'occupation des sols de la commune, telle qu'elle ressort de la base de données européenne d’occupation biophysique des sols Corine Land Cover (CLC), est marquée par l'importance des territoires agricoles (82,6 % en 2018), une proportion sensiblement équivalente à celle de 1990 (82,8 %). La répartition détaillée en 2018 est la suivante : prairies (55 %), terres arables (27,5 %), forêts (17,4 %). L'évolution de l’occupation des sols de la commune et de ses infrastructures peut être observée sur les différentes représentations cartographiques du territoire : la carte de Cassini (XVIIIe siècle), la carte d'état-major (1820-1866) et les cartes ou photos aériennes de l'IGN pour la période actuelle (1950 à aujourd'hui).

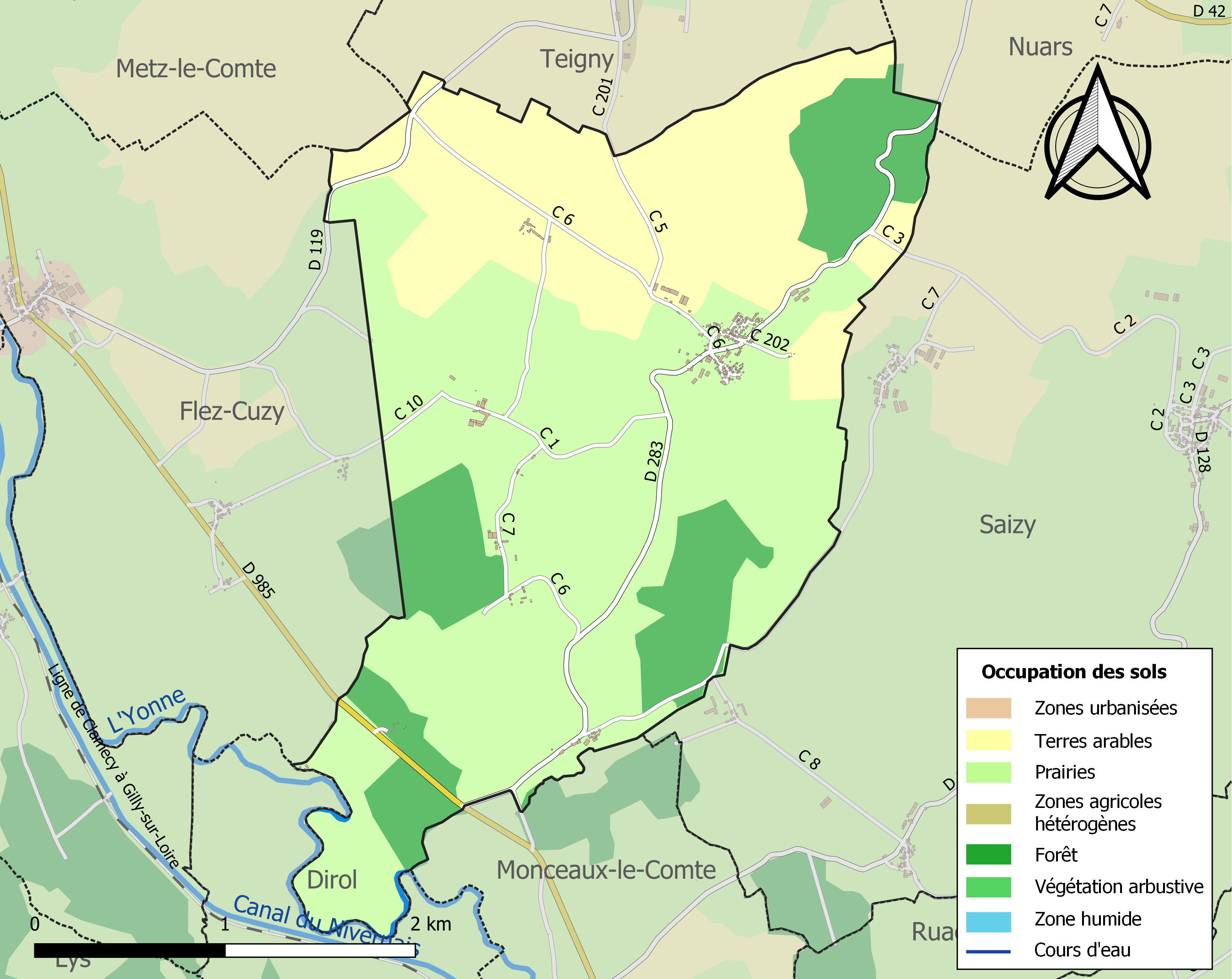
Carte des infrastructures et de l'occupation des sols de la commune en 2018 (CLC).

## Histoire
Le nom de Vignoles, diminutif de vigne, est attesté en 1397. Chassy, ferme-château, a un nom qui remonte à l'époque gallo-romaine : « chez Cassius ».
Lallemande, autre ferme-château, fut une seigneurie propriété dès le XIe siècle des chevaliers de l'ordre teutonique de Jérusalem, dépendante des châtellenies de Neuffontaines et de Monceaux-le-Comte. On l'appelle parfois Chassy-le-Haut. La paroisse, après avoir dépendu de l'abbaye du Réconfort (sur le territoire actuel de Saizy), sera rattachée à Vézelay.
Vauban indique, dans sa Description géographique de l'élection de Vézelay [...] (1697) : « Pays de vignoble, qui rapporte du vin assez commun et du blé. Le commerce consiste dans ses vins ».
À cette époque, Vignol dépend de la paroisse de Teigny. En 1790, la commune de Teigny-Vignol fait partie du canton de Monceaux-le-Comte, qui sera démantelé.
Un incident survient en 1840, les Vignolais refusent de participer aux réparations de l'église de Teigny et demandent la séparation des deux paroisses - qui sera réalisée en 1877. Aux XVIIIe et XIXe siècles, jusqu'à la catastrophe du phylloxéra, le village vit surtout de la vigne. Il est localement réputé pour son huile de noix. L'hiver 1879 sera fatal aux noyers.

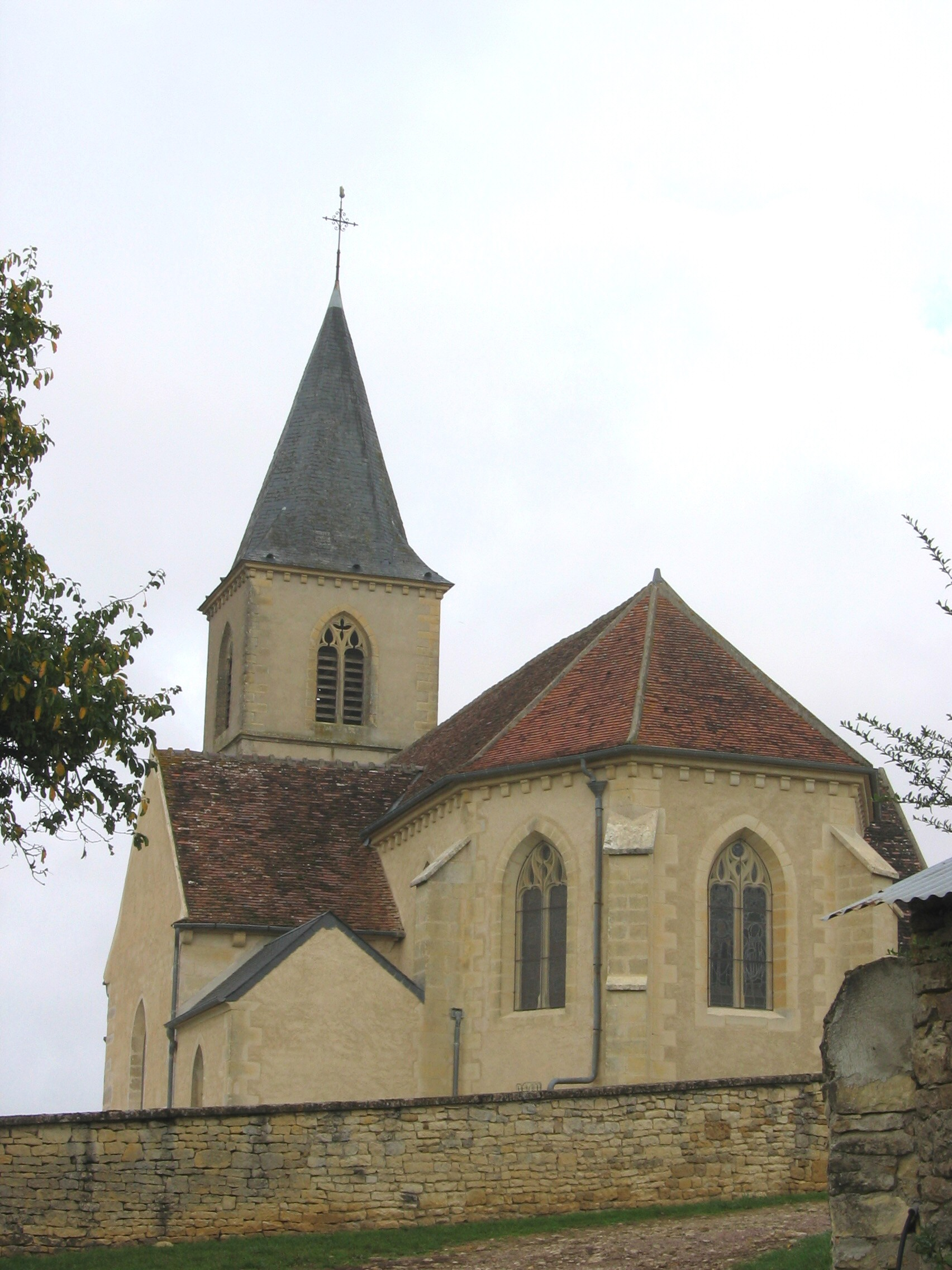
L'église de Vignol.

## Activités économiques et culturelles
L'agriculture occupe la plus grande part de la superficie de la commune. 7 exploitations sont en activité, pratiquant la polyculture élevage : céréales/colza et élevage allaitant de bovins (broutards vendus à 1 an).
Sur quelques parcelles résiduelles (moins de 1 ha en tout), on produit un vin à usage familial.
Vignol compte trois gîtes et chambres d'hôtes (à Poray, Prémaison et au bourg) et un atelier d'artiste peintre.
La forge a fermé en 1974 au décès du dernier maréchal-ferrant. L'école (à classe unique), l'épicerie et l'hôtel ont fermé à la fin des années 1930.
Une sous-station électrique et des lignes moyenne tension procurent des revenus essentiels à la commune, complétés par ceux tirés de l'exploitation des bois communaux.
La population se compose d'agriculteurs, de retraités, de sans-emploi, de résidents secondaires et d'actifs qui travaillent à Saizy (maison de repos du Réconfort), à Corbigny, Clamecy ou Avallon.
La revue Insectes est en partie réalisée à Vignol.

## Politique et administration
| Période                                  | Période      | Identité         | Étiquette | Qualité                                         |
| ---------------------------------------- | ------------ | ---------------- | --------- | ----------------------------------------------- |
|                                          |              | Philibert Michel |           | Conseiller d'arrondissement du canton de Tannay |
|                                          |              |                  |           |                                                 |
| 1965                                     | janvier 2008 | Paul Lantier     | ...       | Agriculteur retraité                            |
| mars 2008                                | 2020         | Daniel Stucki    | ...       | Agriculteur retraité                            |
| 2020                                     | "en cours"   | Hervé Guenot     |           |                                                 |
| Les données manquantes sont à compléter. |              |                  |           |                                                 |

## Démographie
Vignol a compté autour de 450 habitants au début du XIXe siècle. Le déclin, constant depuis, a été accéléré par la crise viticole du phylloxera puis par la Première Guerre mondiale.
L'évolution du nombre d'habitants est connue à travers les recensements de la population effectués dans la commune depuis 1800. Pour les communes de moins de 10 000 habitants, une enquête de recensement portant sur toute la population est réalisée tous les cinq ans, les populations de référence des années intermédiaires étant quant à elles estimées par interpolation ou extrapolation. Pour la commune, le premier recensement exhaustif entrant dans le cadre du nouveau dispositif a été réalisé en 2006.
En 2022, la commune comptait 61 habitants, en évolution de −1,61 % par rapport à 2016 (Nièvre : −3,28 %, France hors Mayotte : +2,11 %).
| 1800 | 1806 | 1821 | 1831 | 1836 | 1841 | 1846 | 1851 | 1856 |
| ---- | ---- | ---- | ---- | ---- | ---- | ---- | ---- | ---- |
| 473  | 480  | 450  | 455  | 431  | 428  | 459  | 440  | 420  |

| 1861 | 1866 | 1872 | 1876 | 1881 | 1886 | 1891 | 1896 | 1901 |
| ---- | ---- | ---- | ---- | ---- | ---- | ---- | ---- | ---- |
| 400  | 380  | 355  | 362  | 355  | 310  | 319  | 302  | 268  |

| 1906 | 1911 | 1921 | 1926 | 1931 | 1936 | 1946 | 1954 | 1962 |
| ---- | ---- | ---- | ---- | ---- | ---- | ---- | ---- | ---- |
| 241  | 229  | 200  | 172  | 157  | 145  | 135  | 137  | 129  |

| 1968 | 1975 | 1982 | 1990 | 1999 | 2006 | 2011 | 2016 | 2021 |
| ---- | ---- | ---- | ---- | ---- | ---- | ---- | ---- | ---- |
| 118  | 109  | 112  | 96   | 79   | 83   | 72   | 62   | 61   |

| 2022 | - | - | - | - | - | - | - | - |
| ---- | - | - | - | - | - | - | - | - |
| 61   | - | - | - | - | - | - | - | - |

## Lieux et monuments

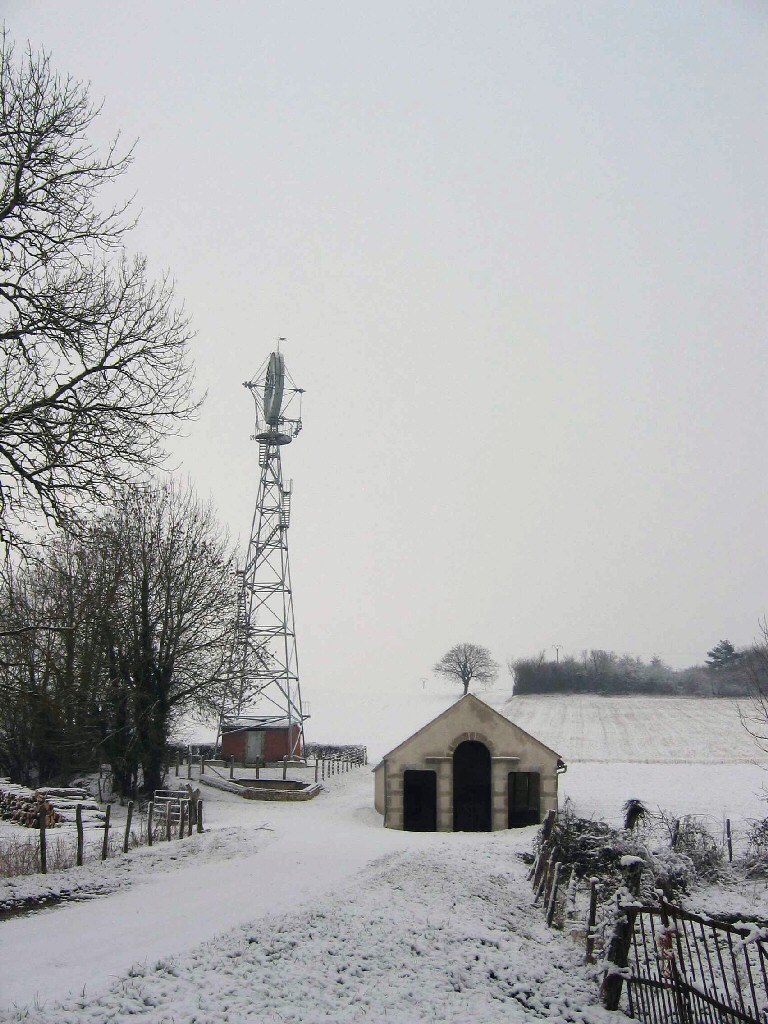
L'éolienne et le lavoir.

### Éolienne de 1910 et lavoir
La municipalité décide en 1900 l'implantation d'une éolienne pour élever l'eau captée à la fontaine de Chésamps, proche de la source de la Grande Fontaine. Le devis de l'ingénieur Lebert pour une éolienne Bollée est approuvé en août 1909 : pylône de 24 m de haut  et roue pivotante de 5 m de diamètre) décidés en 1900. L'inauguration, par le maire Philibert Michel, a lieu en 1910. L'eau est pompée jusqu'à un réservoir enterré au-dessus du bourg et redistribuée vers des fontaines (il reste un spécimen devant la mairie).
L'adduction d'eau sera généralisée dans les étables puis dans les maisons dans les années 1950.
La pompe entraînée par la roue a reçu le renfort d'un moteur électrique (pour pallier l'absence de vent) puis le mécanisme éolien a été abandonné, la roue bloquée. L'eau est actuellement distribuée via un réseau intercommunal.
L'éolienne et le lavoir proche (de construction antérieure) sont classés à l'inventaire des monuments historiques.

### Église Saint-Nazaire-et-Saint-Celse
Sise en bordure du bourg, elle est entourée du cimetière d'où l'on jouit d'une vue très étendue sur les paysages des vaux d'Yonne.
La première église du XIIe siècle a été reconstruite à la fin du XVe siècle. Elle sera restaurée et agrandie dans les années 1870 : remaniement des voûtes, construction du clocher-porche et de la sacristie.
Ce bâtiment, ravalé et aux vitraux refaits en 2005, n'est pas inscrit à l'inventaire des monuments historiques.

### Fermes et maisons
Le bâtiment le plus ancien est daté du XVIe siècle. Il subsiste des fermes et des maisons de vigneron anciennes mais plus tardives. Les fermes-châteaux de Lallemande et de Chassy ont été profondément remaniées au milieu du XIXe siècle. La mairie-école est de cette époque, le presbytère de 1886.

## Personnalités liées à la commune
- Jean Ramponneau (1724-1802) : célèbre cabaretier.
- Louis Parent de Chassy (1729-1794), avocat, homme politique né à Vignol, député du tiers état aux États généraux de 1789, condamné sous la Terreur et guillotiné.